# Монин, Карлос
Ка́рлос Мони́н Гарси́я (исп. Carlos Monín García; 18 июля 1939, Консепсьон — 6 января 2023) — парагвайский футболист и футбольный тренер, играл на позиции защитника.

## Биография

### Клубная карьера
Монин начал карьеру в клубе «Серро Портеньо», в котором отыграл два сезона. В 1960 году перешёл в бразильский клуб «Фламенго», в котором играл в течение одного сезона. В 1961 году вернулся на родину и стал игроком «Серро Портеньо», в составе которого выиграл чемпионский титул. В 1962 году Монин уехал во Францию, где присоединился к «Тулузе». В составе «Тулузы» Монин играл в течение пяти сезонов, сыграл 158 матчей и забил 2 гола.
В 1967 году перешёл в «Ред Стар», в составе которого отыграл шесть сезонов, сыграл 210 матчей и забил 5 голов. Завершил карьеру игрока в 1973 году после вылета «Красной Звезды» в Лигу 2.

### Карьера в сборной
В составе сборной Парагвая на чемпионате Южной Америки 1959 года был основным игроком и сыграл в 4 матчах. По итогам турнира сборная Парагвая заняла последнее место на турнире. Всего за сборную Парагвая сыграл 18 матчей.

### Тренерская карьера
Работал главным тренером французских клубов «Ред Стар» и «Мантуа 78».

### Смерть
Скончался 6 января 2023 года в возрасте 83 лет.

## Достижения
«Серро Портеньо»
- Чемпион Парагвая (1): 1961